# Michael Bennett
Michael Bennett, född den 8 juni 1949 i Birmingham, Storbritannien, är en brittisk tävlingscyklist som tog OS-brons i lagförföljelsen vid olympiska sommarspelen 1972 i München och brons igen i samma disciplin fyra år senare 1976 i Montréal.